# Bhutanitis
Bhutanitis é um gênero de insetos lepidópteros (Lepidoptera) proposto por William Stephen Atkinson, em 1873, ao descrever seu táxon mais impressionante e de maior distribuição geográfica, Bhutanitis lidderdalii, cujo tipo nomenclatural fora coletado em Buxa, no Butão, tornando-a espécie-tipo do gênero. São borboletas da região indo-malaia, família Papilionidae e subfamília Parnassiinae, de ocorrência compreendida entre a região norte da Índia até China e noroeste da Tailândia; se alimentando de plantas do gênero Aristolochia (família Aristolochiaceae) em sua fase de lagarta. Possui quatro espécies reconhecidamente válidas e protegidas por lei, embora duas estejam na Lista Vermelha da União Internacional para a Conservação da Natureza e dos Recursos Naturais (IUCN).

## Gênero inválido
Em 1871, Blanchard fez a primeira descrição de uma espécie deste gênero, Bhutanitis thaidina; porém a colocou em um novo gênero por ele criado, Armandia; mais tarde detectado como um sinênimo júnior de Armandia Filippi, 1862. A segunda espécie descrita foi a de Atkinson, já citada, onde se estabeleceu a denominação do gênero Bhutanitis, no texto Description of a new Genus and Species of Papilionidae from the South-eastern Himalayas, publicado no Proceedings of the Zoological Society of London, em 1873.

## Espécies, sinonímia e distribuição geográfica
- Bhutanitis thaidina (= Armandia thaidina) - Descrita por Blanchard em 1871. Endêmica do sudoeste da China (Tibete, Sujuão, Iunã e Xianxim), com sua localidade tipo não relatada.[8][10]
- Bhutanitis lidderdalii (= Armandia lidderdalei) - Descrita por Atkinson em 1873. Encontrada do norte da Índia, Butão, Myanmar, oeste e sudoeste da China e norte da Tailândia (localidade tipo: Buxa, Butão).[6][8][11]
- Bhutanitis mansfieldi (= Armandia mansfieldi) - Descrita por Riley em 1939. Endêmica do sudoeste da China (em Iunã e Sujuão) (localidade tipo: Iunã).[8][12]
- Bhutanitis ludlowi - Descrita por Gabriel em 1942. Encontrada do noroeste do Butão (sua localidade tipo, no vale Traxiansi) e sudoeste da China (em Sujuão).[1][8][13]

## Espécies inválidas
Duas espécies chinesas deste gênero, Bhutanitis yulongensis e Bhutanitis nigrilima, foram descritas pelo entomologista Chou no ano de 1992; porém outros entomologistas as listaram como subespécies ou sinônimos de B. thaidina.

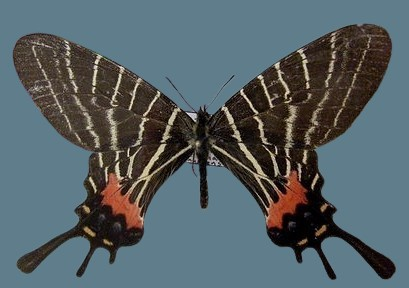
Fotografia de um espécime de B. thaidina, espécie do sudoeste da China, descrita em 1871.